# Sexting

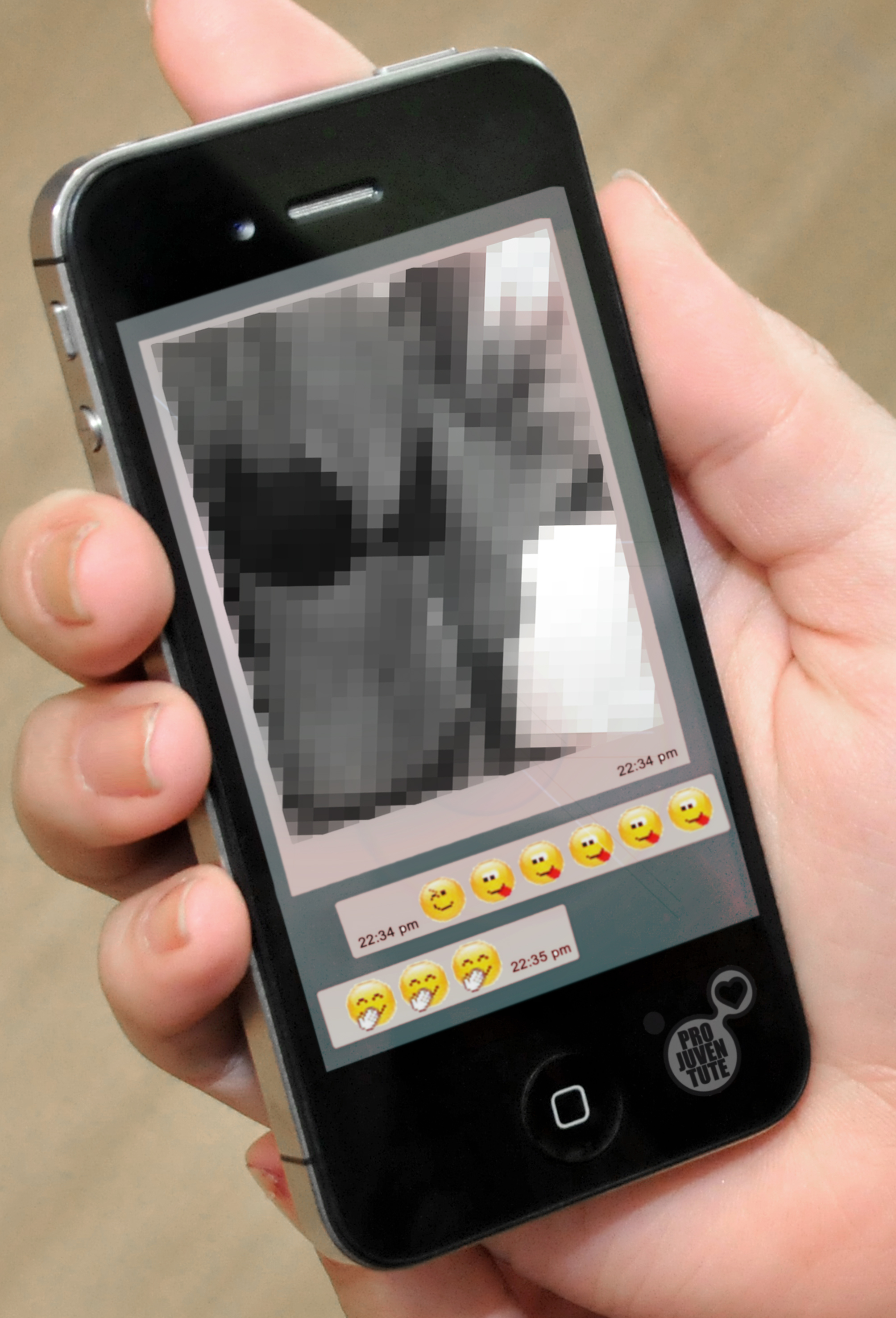
Sexting is vaak het versturen van seksueel getinte berichten of foto's.

Sexting is het verspreiden of delen van seksueel getinte berichten of foto's of video's van zichzelf via mobiele telefoons of andere media. De term is afgeleid van sex (de Engelse spelling van seks, verwijst naar de seksuele inhoud) en texting (Engels voor het versturen van een sms of mms). De term werd voor het eerst begin 21ste eeuw gebruikt.

## Motieven voor (geautoriseerde) sexting
Mensen kunnen gemotiveerd worden om aan sexting te doen door een groot aantal redenen, waaronder plezier maken, flirten, sexy zijn, seksueel contact op gang brengen, aandacht trekken van een (potentiële) partner, seksuele opwinding creëren, een liefdesrelatie onderhouden, zelf-expressie, zelf-representatie en experimenteren met seksualiteit. De meeste sexting wordt vanuit positieve motivaties gedaan en kan, als het vrijwillig en met wederzijds enthousiasme wordt gedaan, een normaal en gezond onderdeel zijn van de seksuele ontwikkeling van jongeren. Er kan echter sprake zijn van druk of dwang om seksueel getint materiaal te versturen. Meisjes en jongens doen soms aan sexting als grap, om aandacht te krijgen, of onder druk van hun vriendinnen of van jongens. Maar voor andere jongeren is het een vorm van normaal gedrag, waarmee zij flirten en populair willen worden. Jongeren worden daarbij ook beïnvloed door de seksueel getinte foto's die zij zien van beroemdheden in de media.
Ondanks de risico's van sexting (zie verderop in dit artikel), zijn er ook (getrouwde) koppels die besluiten aan sexting te doen. Uit een steekproef onder Amerikaanse collegestudenten bleek dat 54% van hen minstens één keer seksueel getinte video's of foto's naar hun partner had gestuurd. Ongeveer een derde doet dat af en toe. Een van de motivaties is het willen verbeteren van de relatie en seksuele bevrediging. Ook zou de opkomst van de mobiele app snapchat hebben gezorgd voor een toename van sexting. Op snapchat kan men makkelijk foto's naar elkaar doorsturen zonder dat deze worden opgeslagen. Uit de praktijk is echter al meermaals gebleken dat dit snel omzeild kan worden en dat de foto's wel degelijk bewaard kunnen worden.

## Omvang
Uit Nederlands onderzoek uit 2017 bleek dat een op de vijftien jongeren weleens een seksueel getinte foto van zichzelf heeft verstuurd. Sexting was toen vooral rond de leeftijd van 16 en 17 jaar. Anno 2017 werden vooral Snapchat en Whatsapp gebruikt voor sexting, maar ook Instagram, Twitter, Ping, YouTube, Skype, Facebook en Telegram Messenger worden gebruikt.
In 2018 meldden zich minstens drie slachtoffers van ongeautoriseerde verspreiding van seksueel getint materiaal per dag zich alleen al in Nederland bij de politie.

### Verschil man/vrouw
De omgeving waarin een individu verkeert heeft een sterke invloed op de gedragsbepaling. Door middel van sexting wil het merendeel van het vrouwelijke geslacht de eigen populariteit bij het mannelijk geslacht verhogen. Hierbij kan gebruik worden gemaakt van seksuele teksten en/of erotische foto’s.

Door overredingskracht willen jongens bereiken dat meisjes ingaan en meespelen met deze seksueel getinte conversaties. Mannen laten op deze manier de vrouwen in de waan dat ze bij deelname in dit spel niet door de man verlaten zullen worden.

Bij seksualiteit worden mannen over het algemeen als sterkste geslacht gezien. Vrouwen krijgen vaker de slachtofferrol toegekend. Vrouwen houden zich evenwel niet meer of minder bezig met sexting dan mannen.

Ook media zorgen voor een dubbele standaard. Door het feit dat vrouwen in deze slachtofferrol worden geduwd, worden zij sneller aangezien als “sletterig”. Bij mannen is dit juist tegengesteld. Het ontvangen en versturen van seksueel getinte berichten zorgt juist voor een verhoogde sociale status.

## Risico's van ongeautoriseerde verspreiding
Als iemand in vertrouwen een naakt- of seksfoto of -video van zichzelf aan een ander stuurt, bestaat (in het bijzonder als die zich met een nep-profiel voordoet als heel iemand anders) het risico dat de ontvanger deze zonder toestemming naar anderen doorstuurt (bijvoorbeeld een hele school) of zelfs publiceert, wat de geportretteerde erg gênant kan vinden. Dit doorsturen of publiceren is een vorm van cyberpesten. Er wordt van shamesexting gesproken als seksueel getint beeldmateriaal zonder toestemming verspreid wordt en als de geporteteerden geshamed en geblamed worden. Als dit in speciale groepen gebeurt, spreekt men van exposen.
Als eenmaal een seksueel getinte foto op het internet is geplaatst, heeft de eigenaar er geen controle meer over. Uit een studie van Internet Watch Foundation uit 2013 blijkt dat 88% van de zelfgemaakte seksuele video's of foto's worden doorgestuurd of worden verplaatst naar andere websites. In sommige gevallen worden de filmpjes geplaatst op pornografische sites. Bovendien azen pedoseksuelen op dit soort foto's.

#### Chantage
Als een geportretteerde het doorsturen of openbaar maken erg gênant zou vinden is hij/zij vatbaar voor chantage, doordat de ontvanger daarmee kan dreigen. De dader kan bijvoorbeeld van de geportretteerde eisen om nog meer gênant materiaal te leveren, zodat er een vicieuze cirkel ontstaat. Ook kan de dader het slachtoffer dwingen om bepaalde handelingen te verrichten zoals geld betalen (afpersing) of om seks met de dader hebben (aanranding/verkrachting). Dit wordt sextortion genoemd.

### Motieven voor ongeautoriseerde verspreiding
Uit een kwalitatief onderzoek van Raffia uit 2019 bleek dat plegers 6 verschillende motieven hadden om zonder toestemming seksueel getint materiaal te verspreiden:
1. Wraak nemen, meestal op een (vrouwelijke) ex, om haar (of hem) kwetsbaar te maken. Wat ook voorkomt, is dat iemand (meestal een vrouw) ongewenst seksueel getint materiaal (bijvoorbeeld een dickpic, d.i. een afbeelding van het mannelijk geslachtsdeel) ontvangt (meestal van een man) en dit dan weer doorstuurt om de maker op zijn nummer te zetten; in dat geval overlappen plegerschap en slachtofferschap.[4]
2. Het ontladen van de spanning die naaktheid en seksualiteit veroorzaken, die vooral voor jongeren nieuw zijn, en die zij vaak moeilijk individueel kunnen verwerken. Het doorsturen van seksueel getint materiaal is dan niet kwaad bedoeld, maar om de eigen spanning te ontladen.[4]
3. Het bevestigen en versterken van vriendschappen door iets wat veel voor de pleger betekent te delen met iemand die veel voor de pleger betekent.[4]
4. Het vergemakkelijken van praten en leren over seksualiteit door voorbeelden te laten zien; dit kan helpen om taboes over het onderwerp te doorbeken.[4]
5. Het willen reguleren van elkaars seksuele gedrag, met name dat van meiden. Het verspreiden van seksueel getint materiaal is dan een 'straf' voor het maken van dat materiaal, met de boodschap dat de maker dergelijk materiaal überhaupt niet had moeten maken, ook al was dit niet voor derden bestemd. In dit geval wordt het materiaal vaak op grote schaal verspreid en noemt men het shamesexting, wanneer het beeldmateriaal in speciale groepen wordt geplaatst, bijvoorbeeld op Telegram, dan spreekt van exposen.[4]
6. Het verhogen van de eigen populariteit en erkenning bij een grotere groep mensen.[4]

### Gevolgen
De ongeautoriseerde verspreiding van seksueel getint materiaal kan leiden tot spot, of afkeuring als zijnde onzedelijk gedrag. Als dit ook weer via internet geuit wordt is dit ook weer een vorm van cyberpesten. Jongeren durven het soms niet aan hun ouders vertellen en willen soms ook niet meer naar school. De gevolgen voor slachtoffers kunnen variëren van gevoelens van schaamte en reputatieschade tot depressie en psychische problemen.  Ook jaren later kan het slachtoffer nog hinder ondervinden, bijvoorbeeld doordat potentiële werkgevers de beelden vinden tijdens een sollicitatieprocedure. In extreme gevallen kan het slachtoffer zelfmoord plegen.

### Preventie
In 2018 adviseerde de Nederlandse politie vanwege de risico's en de omvang van de problemen met name jongeren om te stoppen met sexting, ook als zij er denken niet herkenbaar op te staan. Personen kunnen namelijk toch herkend worden aan bijvoorbeeld littekens, tatoeages of moedervlekken.

## Nederlands recht
In landen als Nederland en de Verenigde Staten kan het verspreiden van seksueel getinte foto's door minderjarigen een strafbaar feit zijn.
In Nederland is het (zelf) maken en verspreiden van seksueel getinte afbeeldingen en video's van minderjarigen strafbaar. Sexting van dit materiaal valt onder de strafbaarstelling van kinderpornografie, en het verspreiden van sexting-foto's en -video's, ook van meerderjarigen, kan strafbaar zijn als smaad of belediging als zedendelict. Artikel 139h van het Nederlandse Wetboek van Strafrecht trad in werking op 1 januari 2020 en gaat over het expliciet strafbaarstellen van het wederrechtelijk vervaardigen en het openbaarmaken van afbeeldingen van seksuele aard.
Het voorontwerp Wet seksuele misdrijven stelde niet langer strafbaar degene die een visuele weergave van een seksuele gedraging of een gegevensdrager bevattende een visuele weergave van een seksuele gedraging, waarbij hijzelf of een andere persoon die de leeftijd van achttien jaren nog niet heeft bereikt is betrokken, in het kader van een gelijkwaardige situatie tussen leeftijdsgenoten uitsluitend voor privégebruik vervaardigt, in bezit heeft of met die ander deelt. In de uiteindelijke Wet seksuele misdrijven is een en ander toch strafbaar gebleven. In het nieuwe artikel 251 Sr staat wel iets van die strekking, maar niet in het nieuwe artikel 252 Sr.

## Belgisch recht
In het Belgisch Strafwetboek valt het ongewenst doorsturen van iemands sextingberichten onder niet-consensuele verspreiding van seksueel getinte inhoud. Artikel 417/9 Sw. omschrijft dit misdrijf als:
Niet-consensuele verspreiding van seksueel getinte inhoud is het tonen, toegankelijk maken of verspreiden van visuele of geluidsinhoud van een ontblote persoon of een persoon die een expliciete seksuele daad stelt zonder diens toestemming of buiten diens medeweten, ook al heeft die persoon ingestemd met het maken ervan.
Niet alleen de originele verspreider is strafbaar, maar iedereen die het daarna verder doorstuurt. De straf is zes maanden tot vijf jaar gevangenis. Dit wordt verhoogd in bijzondere gevallen, bijvoorbeeld wanneer er sprake is van kwaadwillig opzet of winstbejag. Bij incest of kwetsbare slachtoffers ligt de straf tussen vijftien en twintig jaar.
Het maken, bezitten en onderling delen van seksuele beelden van minderjarigen (-18) is eveneens strafbaar. Om legitieme sexting in die leeftijdscategorie mogelijk te maken, voorziet de strafwet in een rechtvaardigingsgrond voor 16- en 17-jarigen die met wederzijdse toestemming zelf seksueel getinte inhoud maken en deze zelf gemaakte seksueel getinte inhoud onderling delen en in bezit houden (artikel 417/49 Sw.).
Wie weigert technisch mee te werken aan een bevel van de procureur of van de rechtbank om niet-consensueel verspreide seksueel getinte beelden te verwijderen, begaat eveneens een misdrijf, strafbaar met een geldboete (artikel 417/56 Sw.).

## Boeken
- Francien Regelink schreef een boek over sexting met de titel Francien laat je tieten nog eens zien: hoe sexting een leven kan breken – en maken.
- Maria Genova schreef: Sexy selfies : over sexting, geheime chats en naaktfoto’s.